# Galáxia anã espiral

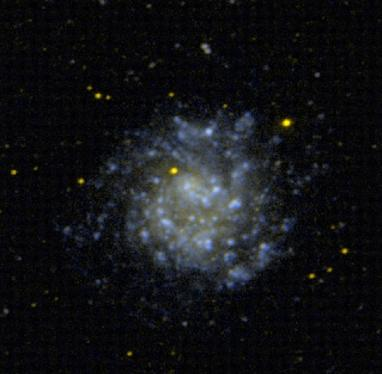
NGC 5474, um exemplo de galáxia anã espiral

Uma galáxia anã espiral é a versão anã de uma galáxia espiral. Galáxias anãs são caracterizadas por terem baixa luminosidade, pequeno diâmetro (menos de 5 kpc), baixo brilho superfícial e baixa massa de hidrogênio. As galáxias podem ser consideradas uma subclasse de galáxias de baixo brilho superficial.
Galáxias anãs espirais, em especial as anãs do tipo Sa-Sc, são bastante raras. Em contraste, galáxias anãs elípticas, galáxias anãs irregulares, e as versões anãs das galáxias do tipo Sm (que pode ser considerada transitória entre espiral e irregular em termos de morfologia) são muito comuns.